# A Igrexa (Viceso)
A Igrexa es una aldea española, actualmente despoblada, que forma parte de la parroquia de Viceso, del municipio de Brión, en la provincia de La Coruña.